# Ryo Fukudome
Ryo Fukudome (福留 亮 Fukudome Ryo?), född 26 juni 1978 i Kumamoto prefektur, är en japansk före detta fotbollsspelare.
Fukudome började sin karriär 1997 i Kyoto Purple Sanga. 1999 flyttade han till Sagan Tosu. Han spelade 60 ligamatcher för klubben. Han avslutade karriären 2002.